# Hugo Moraga
Hugo Moraga (Santiago de Chile, 3 de julio de 1952) es un cantante, compositor y guitarrista chileno que se destacó como exponente del Canto Nuevo durante la década de los setenta y ochenta.
Su hijo Cristian Moraga, con el nombre artístico de C-Funk, es uno de los líderes de la banda Los Tetas.

## Biografía
Hugo Moraga debutó en 1974, comenzó a grabar en 1979, en sus inicios fue parte del movimiento cultural contrario a la dictadura de Augusto Pinochet y esas coordenadas históricas pudieron moldear algunos de sus rasgos musicales: un inconformismo a toda prueba, la virtud de no ser explícito en sus versos y la capacidad de desplegar las posibilidades de una guitarra acústica, donde proyectó en cierta forma la utilización del piano a la guitarra, generando un nuevo estilo de interpretación de la guitarra, estilo que probablemente sea reconocido tardíamente, y que motive a posteriori la creación de SongBooks con sus canciones.
El estudiante Hugo Moraga alcanzó a cursar un año de arquitectura en la Universidad de Chile, en 1972. En 1973 no volvió a la facultad. Desde cuatro años antes ya tocaba guitarra, y en adelante se iba a dedicar a ese oficio. Su debut fue un festival de la canción de un colegio en avenida Recoleta, del que lo único que recuerda con certeza es el director de la orquesta: Horacio Saavedra.
Desde el comienzo sus canciones de estilo acústico se escucharon en colegios, peñas y festivales, con el registro ocasional de una casete como único recurso, por medio de la grabación informal de un recital o del soporte doméstico de una grabadora casera de dos botones rojos: rec y play. Hugo Moraga actuaba en vivo en la primera Casona San Isidro, el Kafee Ulm, el Café del Cerro, el Taller 666, la Parroquia Universitaria y universidades en Valparaíso o Temuco.
Moraga relata: "Esa es la razón de que yo tenga cassettes. Porque yo iba y los vendía. Yo no tenía dónde grabar bien. Entonces sacaba de los conciertos registros que podía meter en un casete, darles una forma, después lo replicaba, hacía un máster y de ahí sacaba casetes para vender."
Con todas estas fuentes, y aún al margen del negocio discográfico como una condición constante, el autor tiene escritas dos composiciones esenciales de la música popular chilena como "La vida en ti" y "Romance en tango", y su cancionero es un inventario de inquietud musical para muchos cantautores chilenos.

## Estilo musical
El estilo de Hugo Moraga incorpora en general progresiones armónicas complejas y acordes con tensiones. 
En sus canciones (y algunos instrumentales) están particularmente presentes el folclor chileno y latinoamericano, particularmente el compás de 6/8, aunque Moraga no podría ser considerado un músico que hace folclor, sino alguien que utiliza el folclor, cogiéndolo sin timidez para componer una música popular. Su obra nace de una actitud "antropofágica", la misma utilizada, por ejemplo, por el Tropicalismo brasileño. En sus canciones encontramos las más disímiles influencias: bossa nova, funk , rock, jazz, y compositores como Tom Jobim, Frank Zappa, Miles Davis, Luis Alberto Spinetta, la Mahavishnu Orchestra, etc.
A nivel lírico, probablemente una de las mayores influencias de Hugo Moraga sean los escritos del chileno Pablo Neruda, cuyo poema Ángela Adónica, Moraga musicalizó y para quien el músico compuso la canción Isla Negra.

## Discografía
- 1979: Canciones al sur de mí (independiente)
- 1980: Lo primitivo (SyM)
- 1982: Miércoles, ciudad mágica (independiente)
- 1984: Niño de guerra (Liberación)
- 1998: Evidencias 1984-1977 (independiente)
- 2002: Estelas del destino (Fondart)
- 2006: Guitarra continuo (Fondart)